# Альфонсо Арагонский
Альфонсо Арагонский (итал. Alfonso d'Aragona; 1481, Неаполь — 18 августа 1500, Рим) — герцог Бишелье и принц Салерно, внебрачный сын Альфонса II, короля Неаполя. Альфонсо печально известен своим браком с Лукрецией Борджиа: прожив с дочерью папы римского всего два года, он был убит по приказу своего шурина Чезаре Борджиа.

## Биография

### Детство
Альфонсо родился в Неаполе в 1481 году. Он получил полное гуманитарное образование. Его первым учителем был Джуниано Майо, которого потом заменил флорентийский поэт Раффаэле Брандолини (также известный как «Липпус Брандолинус» из-за своей слепоты). С ранних лет Альфонсо был вовлечён в кризис, поразивший арагонскую династию Неаполя. В 1495 году, во время французской оккупации, его отец Альфонс II бежал из Неаполя на Сицилию, где и умер год спустя. В 1497 году, с восстановлением арагонского влияния при его дяде Федерико II, Альфонсо был назначен на очень ответственную должность — пост генерал-лейтенанта Абруццо.

### Женитьба
"Это был самый красивый юноша, которого я когда-либо видел в Риме" — летописец Талини
Чтобы упрочить свои связи с Неаполем, папа Александр VI договорился о браках между домом Борджиа и королевской семьёй Неаполя. Сестра Альфонсо Санча Арагонская была отдана за младшего сына папы Джоффре Борджиа в 1494 году. Папа Александр задумал женить своего сына Чезаре Борджиа на Карлотте Арагонской, законной дочери недавно коронованного Фредерика IV, что давало бы ему возможность претендовать на Неаполитанское королевство, бывшее жалуемым папой леном. Однако та отказалась выйти за него. Чтобы успокоить папу, король Фредерик в конце концов дал согласие на бракосочетание между 18-летней дочерью папы Лукрецией Борджиа и 17-летним Альфонсо 1498 года Альфонсо тайно прибыл в Рим. Они с Лукрецией поженились в Ватикане 21 июля; празднования проходили за закрытыми дверями. Альфонсо принёс в распоряжение Борджиа королевские города Салерно, Куадрата и Бишелье, а Лукреция, в свою очередь, была обеспечена приданым в 40 тысяч дукатов. Супруги договорились, что они будут оставаться в Риме, по крайней мере, один год и не будут обязаны постоянно жить в Неаполе до тех пор, пока не умрёт отец Лукреции. Согласно Грегоровиусу, «молодой Альфонсо был справедливым и любезным», «самый симпатичный молодой человек, которого можно было встретить в императорском городе». Считается, что Лукреция искренне любила своего мужа.
С постепенным изменением политической ситуации папа Александр VI решил сблизиться с Францией, врагом семьи Альфонсо. Король Франции Людовик XII устроил брак между Чезаре Борджиа и Шарлоттой Д’Альбре, сестрой короля Жана III Наваррского. Альфонсо более не чувствовал себя в безопасности, и, когда Франция задумала вторгнуться в Неаполь и лишить власти его родню, 2 августа 1499 года он покинул Рим без своей жены, которая была на шестом месяце беременности. Поступок Альфонсо привёл в ярость папу, который приказал найти сбежавшего зятя и послал за ним войска, правда впустую. Тем временем Лукреции в распоряжение были даны города Сполето и Фолиньо, что означало, что Альфонсо был просто её супругом без формальных обязанностей при папском дворе. В конце концов Альфонсо был обнаружен, когда посланное Лукреции письмо попало в руки папы; в них он пытался убедить жену присоединиться к нему в Дженаццано. Король Неаполя был вынужден выдать Альфонсо: тот встретился со своей женой в Непи, и затем они вместе вернулись в Ватикан в сентябре 1499 года. В ночь с 31 октября на 1 ноября у Лукреции родился сын Родриго, единственный ребёнок от этого брака, крещённый этим именем в честь её отца.

### Убийство
"Так как Альфонсо не умер от ран, он был задушен в своей постели" — церемониймейстер римской курии Иоганн Буркард
Папа Александр пригласил Альфонсо на пышный Юбилей 1500-летия Иисуса Христа. Вечером 15 июля 1500 года на Альфонсо было совершено покушение. Когда он поднимался по ступеням в базилику, на него напали четверо замаскированных убийц и нанесли ему пять ударов кинжалами. Альфонсо был ранен в шею, руку и бедро, но остался в живых благодаря подоспевшей страже. После этого принц сначала находился во дворце Санта-Мария-ин-Портико, однако его состояние было настолько безнадёжно, что вскоре его доставили в комнату, которая, между прочим, находилась прямо над покоями папы. Там за пострадавшим ухаживали доктора из Неаполя, его сестра Санча и жена Лукреция.
Ночью на 18 августа 1500 года, когда Альфонсо находился в комнате с женой и сестрой, вдруг в помещение вломилась группа вооружённых людей во главе с Микелетто Корельей, одним из офицеров Чезаре Борджиа. Женщин хитростью вывели из комнаты, а Альфонсо был задушен в своей постели. После убийства его тело было перенесено в базилику святого Петра. Весть об убийстве герцога разлетелась очень быстро, вскоре о ней узнали и за границей.
В политическом контексте грядущей французской компании против Неаполя, Чезаре Борджиа был первым обвинён в причастности к убийству. Тем не менее, смерть Альфонсо до сих пор окутана тайнами. В свою защиту Чезаре говорил, что он сам чуть не стал жертвой покушения от рук сторонников Альфонсо, когда во время прогулки в саду в него чуть не попали из арбалета, однако не многие ему верили.
Между тем Альфонсо, учитывая его симпатии к семье Колонна, имел врагов в Риме в лице членов рода Орсини, и кажется вполне возможным, что именно они устроили покушение на герцога в июле 1500 года. Среди обвиняемых был также дядя Альфонсо Джан Мария Гаццера, загадочно убитый в Риме вскоре после покушения, и даже папа Александр VI, потому что в мае 1500 года Альфонсо Арагонский высказал ему своё недовольство по поводу решения папы аннулировать брак двоюродной сестры Альфонсо Беатрисы с королём Венгрии Матьяшем I.
Два года спустя Лукреция была выдана за герцога Феррары Альфонсо I д'Эсте. Для этого она была вынуждена навсегда расстаться с Родриго, своим единственным ребёнком от Альфонсо. Родриго Борджиа Арагонский умер от болезни в Бари в возрасте 12 лет.

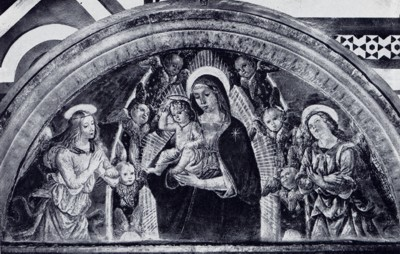
Лукреция Борджиа (слева) и Альфонсо Арагонский (крайний справа), 1500 год

## Воплощения в культуре

### Кино
- Альфонс Фриланд[англ.] в фильме «Лукреция Борджиа» (США, 1922)
- Макс Мишель в фильме Абеля Ганса «Лукреция Борджиа» (Франция, 1935)
- Джон Саттон в фильме «Невеста мести[англ.]» (США, 1949)
- Массимо Серато[итал.] в фильме «Лукреция Борджиа[фр.]» (Франция, 1953)
- Фред Робсам[англ.] в фильме «Молодая Лукреция» (Италия, 1974)
- Райан Майкл в мини-сериале «Борджиа» (Великобритания, Великобритания, 1981)
- Джорджо Маркези в фильме Антонио Эрнандеса[англ.] (Испания, 2006)
- Алехандро Альбаррасин в сериале «Борджиа» (Франция — Германия — Чехия — Италия, 2011—2014)
- Себастьян де Соуза в телесериале «Борджиа» (Канада — Венгрия — Ирландия, 2011—2013)

### Театр
- Роберт Альман[англ.] в опере Доницетти «Лукреция Борджиа» (Ла-Скала, 1977)
- Александр Кацапов[англ.] в опере «Лукреция Борджиа» (Прага, 2003)